# Ranca Gede
Ranca Gede is een bestuurslaag in het regentschap Tangerang van de provincie Banten, Indonesië. Ranca Gede telt 5835 inwoners (volkstelling 2010).